# SBB-CFF-FFS
SBB-CFF-FFS (tysk: Schweizerische Bundesbahnen, SBB, fransk: Chemins de fer fédéraux suisses, CFF, italiensk: Ferrovie federali svizzere, FFS, rætoromansk: Viafiers federalas svizras, VFS) er Schweiz' statslige jernbaneselskab med hovedsæde i Bern. Efter at have været en statslig myndighed siden oprettelsen i 1905 blev SBB i 1999 et aktieselskab med den schweiziske stat som eneste ejer.
SBB GmbH, som kører tog i Tyskland, er et datterselskab til SBB.